# Euthynous coerulescens
Euthynous coerulescens är en insektsart som beskrevs av Carl Stål 1877. Euthynous coerulescens ingår i släktet Euthynous och familjen gräshoppor. Inga underarter finns listade i Catalogue of Life.